# Hydromanicus tabernaemontanus
Hydromanicus tabernaemontanus är en nattsländeart som beskrevs av Wolfram Mey 1996. Hydromanicus tabernaemontanus ingår i släktet Hydromanicus och familjen ryssjenattsländor. Inga underarter finns listade i Catalogue of Life.